# 山香圆
山香圆（学名：Turpinia montana）为省沽油科山香圆属的植物。分布于印度尼西亚、中南半岛以及中国南部和西南部等地，生长于海拔400米至1,930米的地区，多生在路边、山坡密林中、山谷疏林中、林缘及阴湿地，目前尚未由人工引种栽培。

## 别名
羊屎蒿（广东）

## 变种
- 狭叶山香圆（学名：Turpinia montana var. stenophylla）为省沽油科山香圆属下的一个变种。
- 光山香圆（学名：Turpinia montana var. glaberrima）为省沽油科山香圆属下的一个变种。